# 张术平
张术平（1964年1月—），男，汉族，山东诸城人，中华人民共和国政治人物，第十二届全国人民代表大会、第十三届全国人民代表大会山东省代表。

## 生平
1984年7月参加工作，1985年6月加入中国共产党。本科毕业于曲阜师范学院中文系汉语言文学专业，研究生毕业于中共山东省委党校经济管理专业。2000年6月，担任中共济宁市委常委、曲阜市委书记。2007年1月，任济宁市副市长。2008年1月，任济宁市委副书记。2012年2月当选枣庄市市长。2013年，担任全国人大代表。
2015年2月10日，任中共临沂市委副书记、代市长，同年3月当选市长。2018年4月，任中共烟台市委书记、市委党校校长。2018年2月24日，当选为第十三届全国人大代表。
2021年2月，卸任中共烟台市委书记，并因山东栖霞笏山金矿爆炸事故遭到诫勉谈话。3月，任山东省人大财政经济委员会副主任委员、山东省人大常委会预算工作委员会主任。2022年12月，被免去省人大常委会预算工作委员会主任一职。